# Hôpital Stell
Pour les articles homonymes, voir Stell.
L'hôpital Stell est un hôpital départemental français, situé à Rueil-Malmaison dans les Hauts-de-Seine.

## Historique

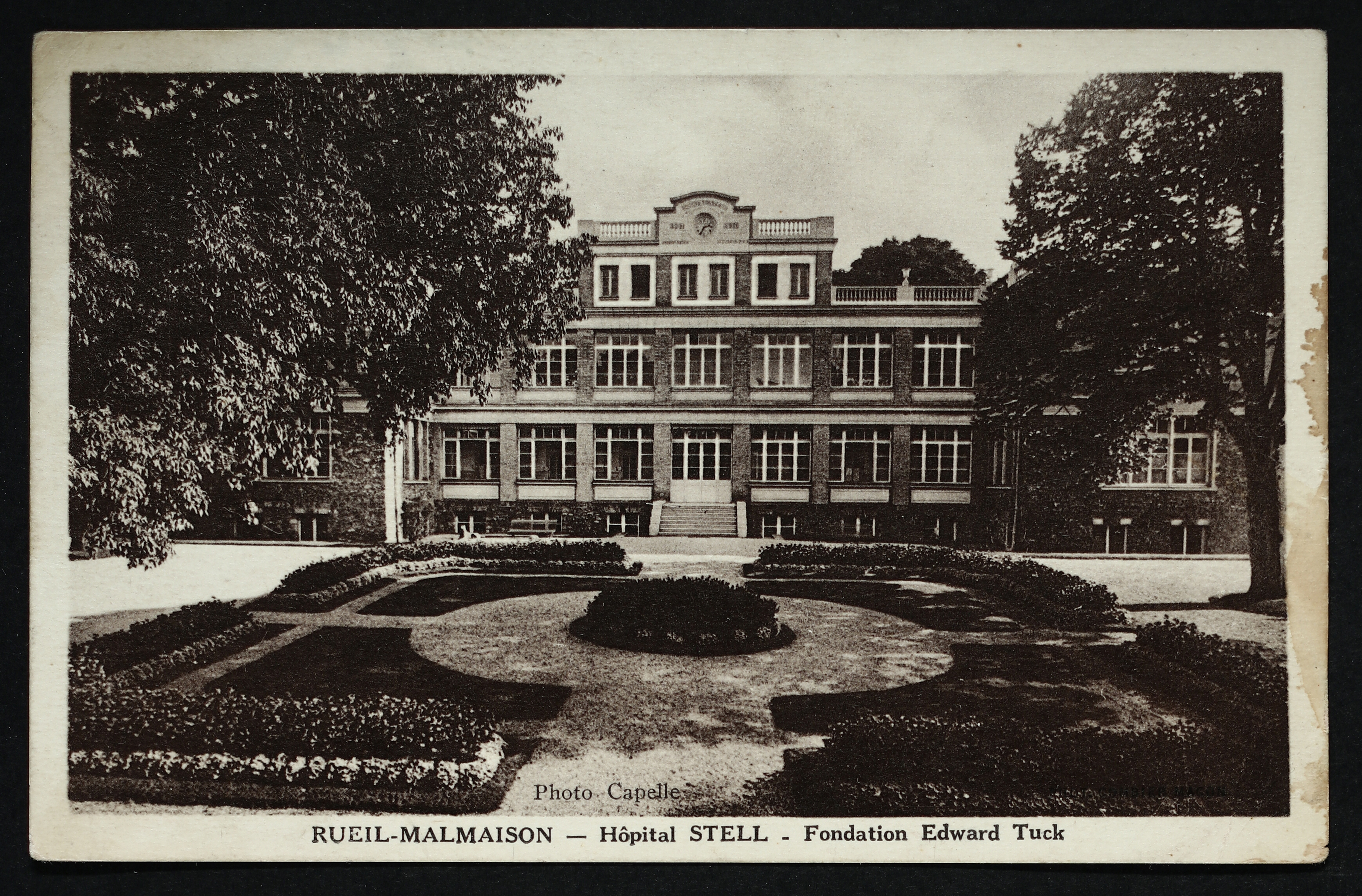
Carte postale - Rueil-Malmaison - Hôpital Stell - Fondation Edward Tuck

Fondé en août 1903 par le philanthrope américain Edward Tuck, cet hôpital porte le nom de son épouse Julia Stell.
L'hôpital est partenaire de Sorbonne Université.